# بيرني أولوا موريرا
بيرني أولوا موريرا (بالإسبانية: Berny Ulloa Morera)‏ (ولد في 5 أغسطس 1950) هو حكم كرة قدم متقاعد من كوستاريكا. أدار مباراه بين الأرجنتين وبلغاريا في كأس العالم 1986. وكان أيضًا مساعد الحكم في المباراة النهائية لكأس العالم 1986 بين الأرجنتين وألمانيا الغربية.

## وصلات خارجية
- بيرني أولوا موريرا على موقع Soccerway.com (الإنجليزية)